# Craigie House

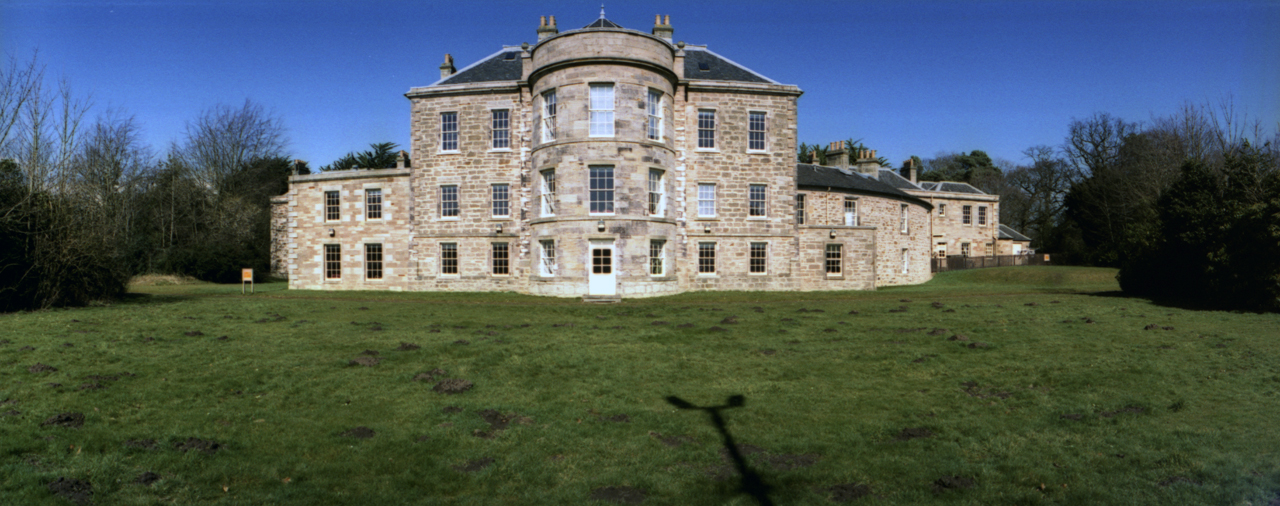
Craigie House

Craigie House ist ein Herrenhaus in der schottischen Stadt Ayr in der Council Area South Ayrshire. 1971 wurde das Gebäude in die schottischen Denkmallisten in der höchsten Kategorie A aufgenommen. Des Weiteren bildet es zusammen mit zwei Außengebäuden ein Denkmalensemble der Kategorie B.

## Geschichte
Die Ländereien gehörten zu den Besitztümern des Clans Wallace. In den 1730er-Jahren ließen sie Craigie House errichten. Um 1770 wurde das Gebäude überarbeitet. Im Jahre 1783 wurde das Anwesen an William Campbell veräußert. James Campbell beauftragte um 1837 den schottischen Architekten William Henry Playfair, der wahrscheinlich Erweiterungen hinzufügte. 1997 wurde Craigie House restauriert.

## Beschreibung
Das zweistöckige Craigie House liegt im Westen von Ayr und überblickt den River Ayr. An der sieben Achsen weiten nordexponierten Frontseite des palladianischen Bauwerks tritt ein quadratischer Eingangsbereich mit Portikus hervor. Dieser ist mit dorischen Säulen und Dreiecksgiebel gestaltet. Darüber liegt ein Balkon mit Steinbalustrade. Der Gebäudeteil schließt mit einem stilisierten Dreiecksgiebel mit mittigem Rundbogenfenster ab. Auf beiden Seiten gehen nach vorne geschwungene Flügel ab, die an Pavillons enden. An der Gebäuderückseite tritt mittig eine Ausbuchtung halbrund hervor. Diese wurde erst später hinzugefügt. Gebäude und Pavillons schließen mit schiefergedeckten Plattformdächern.